# Lote (logística)
Em logística, um lote é qualquer remessa composta por várias unidades de um mesmo item de suprimento.
Os itens de um lote são todos fabricados em série, sob as mesmas condições, em um determinado período, e suas características (físicas, químicas, dimensionais etc.) são idênticas.
Dentro da cadeia de suprimento, um lote é identificado e individualizado por um número denominado número de lote. Este número também serve para identificar todos os itens que fazem parte de um mesmo lote, ou ainda para permitir que o fabricante controle a distribuição de grupos de itens com base naquele número.

## Exemplo de uso
Quando um indivíduo adquire um automóvel novo e descobre que determinada peça de seu veículo possui um defeito de fabricação, normalmente reporta isto à empresa que comercializou o automóvel, e a empresa por sua vez reporta o problema ao fabricante do automóvel.
O fabricante então verifica o lote de onde a peça foi retirada. Uma vez identificado o lote, o fabricante sabe que todos os veículos que possuem uma peça daquele lote podem vir a apresentar o mesmo problema. Isto sendo constatado, o fabricante pode promover um recall para substituição gratuita da peça defeituosa, nos veículos de seus clientes.